# Drug moj, Kol'ka!
Drug moj, Kol'ka! (Друг мой, Колька!) è un film del 1961 diretto da Aleksandr Naumovič Mitta e Aleksej Saltykov.